# Kupea martinetugei
Kupea martinetugei là một loài thực vật có hoa trong họ Triuridaceae. Loài này được Cheek & S.A.Williams mô tả khoa học đầu tiên năm 2003.